# 特雷诺 (艾奥瓦州)
特雷諾（英語：Treynor）是一個位於美國愛荷華州波特瓦特米縣的城市。

## 地理
特雷諾的座標為42°13′52″N 92°36′24″W / 42.23111°N 92.60667°W，而該地的平均海拔高度為369米（即1211英尺）。

## 人口
根據2010年美國人口普查的數據，特雷諾的面積為1.50平方千米，當中陸地面積為1.50平方千米，而水域面積為0.00平方千米。當地共有人口919人，而人口密度為每平方千米612人。